# Volker Oberhausen

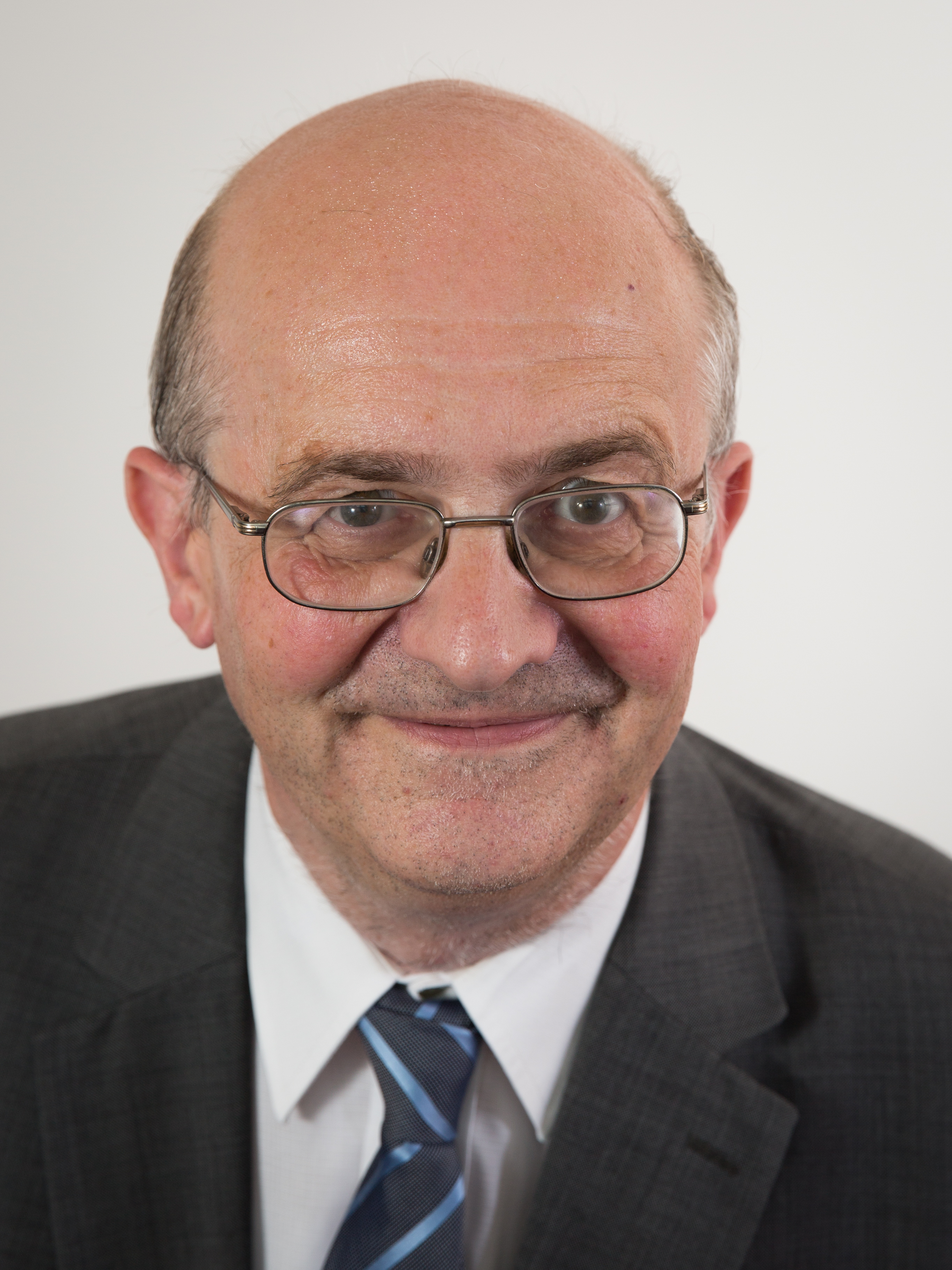
Volker Oberhausen

Volker Oberhausen (* 1959) ist ein deutscher Politiker (CDU). Er war von 2017 bis 2022 Mitglied des Saarländischen Landtags.

## Leben
Volker Oberhausen gehört dem Evangelischen Arbeitskreis (EAK) der CDU an. Nach mehreren Jahren im Vorstand sowie eine Zeit lang als Stellvertreter von Wolfgang Schild aktiv, wurde er 2004 zum 1. Vorsitzenden gewählt. 2010 und 2014 wurde er in seinem Amt bestätigt.
Volker Oberhausen rückte am 16. Mai 2017 in den 16. Saarländischen Landtag nach und ersetzte den ausgeschiedenen Roland Theis, der als künftiger Staatssekretär für Justiz und Europa im Kabinett Kramp-Karrenbauer III sein Mandat nicht behalten durfte. Bei der Landtagswahl 2022 trat er nicht erneut an.

## Privatleben
Volker Oberhausen ist gelernter Diplom-Kaufmann und wohnt in Homburg-Einöd.